# John Potoker
John Francis Potoker (* 15. November 1913; † 5. Dezember 2008 in Las Vegas) war ein US-amerikanischer Jazzmusiker (Piano, Komposition) der späten Swingära.

## Leben und Wirken
Potoker leistete seinen Militärdienst während des Zweiten Weltkriegs bei der US-Marine ab; er spielte 1945 im Charlie Shavers Quintet mit Buddy DeFranco, an deren Aufnahmen für Vogue Records er beteiligt war. In den folgenden Jahren arbeitete er bei Tommy Dorsey (1945–47), Ray McKinley (1947), Mundell Lowe (1954), Bobby Byrne (The Great Hits Songs of the Dorseys, 1958), im  New Glenn Miller Orchestra, Mitte der 1960er-Jahre  noch mit Jerry Jerome (Jingles and Jazz), außerdem mit Sammy Davis, Jr. und dem Lester Lanin Orchestra. Im Bereich des Jazz war er zwischen 1945 und 1965 an 60 Aufnahmesessions beteiligt. Potoker schrieb die Titel „I Love Men“ (mit Hal Richardson) und „So True“ (mit Deane Kincaide). In seinen letzten Jahren lebte er in Nevada.